# Marvin Harris
Marvin Harris (ur. 18 sierpnia 1927 w Nowym Jorku – zm. 25 października 2001 w Gainesville) – amerykański antropolog kulturowy drugiej połowy XX wieku.  
Harris jest najbardziej znany jako twórca materializmu kulturowego, paradygmatu antropologicznego, który przestawił w swoim dziele The Rise of Anthropological Theory (1968), oraz później w Krowy, świnie, wojny i czarownice (1974) i Cannibals and Kings: Origins of Cultures (1977). Znany w świecie akademickim ze swojego krytycznego podejścia do analizy i licznych sporów dotyczących teorii antropologicznych. Spopularyzował pojęcia emic i etic. Badania terenowe prowadził w Brazylii (również wśród Yanomami), Indiach i Mozambiku.
Zdobył doktorat i profesurę na Uniwersytecie Columbia, gdzie następnie wykładał w latach 1953-1980, w czym przez trzy lata był kierownikiem Wydziału Antropologii. W latach 1980–2000 był na profesorem emerytowanym na Uniwersytecie Florydy.
Przez dwa lata (1988–1990) był przewodniczącym General Anthropology Division, sekcji American Anthropological Association, która dzięki jego działaniom znana jest obecnie jako największy propagator tradycyjnej Boasowskiej amerykańskiej szkoły antropologii.
Zmarł z powodu komplikacji po operacji biodra w wieku 74 lat.

## Wczesna kariera
Urodził się 18 sierpnia 1927 roku w Nowym Yorku, w dzielnicy Brooklyn. Uczęszczał do liceum Erasmus Hall, skąd aplikował dalej na Uniwersytet Columbia. Pierwszy kontakt z antropologią miał podczas kursu prowadzonego przez Charlesa Wagleya, ucznia Franza Boasa, na Uniwersytecie Columbia. Przez dwa semestry Harris poznał podstawy antropologii fizycznej i archeologii, oraz antropologii kulturowej i lingwistyki, czterech Boasowskich filarów, które ukierunkowały jego dalszą karierę.
Ukończył studia na Uniwersytecie Columbia w 1953 uzyskując stopień doktora. Jak inni w jego grupie, szkolony pod kątem czterech filarów antropologii, przeszedł kursy i zdał egzaminy we wszystkich tych dziedzinach, po czym rozpoczął pracę na uniwersytecie jako wykładowca akademicki. W tym okresie miał kontakt z wieloma ważnymi postaciami dla świata antropologii takimi jak: Harold Conklin, Margaret Mead, Morton Fried, Joseph Greenberg, Ralph Solecki, Harold Shapiro i Charles Wagley.

## Badania antropologiczne

### Metodologia badań
Wypracowane przez Harrisa metody prowadzenia badań nieodłącznie powiązane są z teorią materializmu kulturowego. Studiowanie infrastruktury, rozumianej jako miejsce styku natury i kultury, aspektów obyczajowo-społecznych ograniczanych przez czynniki naturalne uważał za strategiczny priorytet dla każdego kto uważa, że celem nauki jest ustalenie faktów ogólnych.
Emic i etic było kolejnym podejściem, które przedstawił i spopularyzował. Emic to podejście, w którym badacz zdobywa informacje dotyczące kultury, kategoryzacji rzeczywistości czy zasad z perspektywy tubylca. Takie dane powinny być później skonfrontowane z informatorami i dopiero po ich zatwierdzeniu uznaje się je za prawomocne. Etic w kontraście jest podejściem, w którym badacz nie używa kategorii kulturowych tubylców tylko naukowych i w ramy tych, często niezrozumiałych dla tubylców pojęć kategoryzuje ich kulturę. Analizując oba takie opisy szukał cech wspólnych, powiązań lub sprzeczności i odnosił do paradygmatu materializmu kulturowego. 

### Badania terenowe

#### Mozambik
W latach 1955–1956 Harris pojechał do Mozambiku by przeprowadzić badania dotyczące akulturacji u ludów Tonga. Motywacją do tego wyjazdu był artykuł Alfreda Radcliffe-Browna The Mother's Brother in South Africa (1952), z którego zaprezentowaną tam teorią Harris się nie zgadzał. Postanowił więc powtórzyć badania swojego poprzednika i znaleźć alternatywne wyjaśnienie z perspektywy materialistycznej. Nowa teoria powstała, ale planowane badania w terenie nigdy nie zostały ukończone z powodu zmiany zainteresowań antropologa mozambijską polityką. Częste donosy dotyczące trudnej sytuacji Afrykańczyków pod rządem portugalskim, które składał w ciągu roku swojego pobytu przyczyniły się do zniesienia systemu robót przymusowych w następnych latach, na co wskazał Antonio de Figueiredo, który był asystentem badacza. W 1958 roku Harris opublikował tekst Portugal's African "Wards" (1958), w którym opisał prześladowania Mozambijczyków i opowiedział się za ich dążeniami do niepodległości. Był w tym czasie też w bliskiej znajomości z innym badaczem – Eduardo Modlane, który jednak porzucił swoją akademicką karierę, żeby poprowadzić FRELIMO i został pierwszym prezydentem niepodległego Mozambiku.

#### Indie
Zainspirowany źródłami jakie przeczytał by napisać The Cultural Ecology of India's Sacred Cattle (1966) Harris pojechał do Indii przeprowadzić pogłębione badania nad rolą bydła w systemie kultury hinduskiej. Motywowany chęcią udowodnienia poglądu materialistycznego nad ideologicznym, skupił się nad mnogością ról, jakie bydło odgrywa w Indyjskim ekosystemie. Efektem badań była teoria, że krowy są święte u Hindusów, ponieważ zabijanie ich w celach konsumpcyjnych jest mniej ekonomiczne niż uzyskiwanie z nich produktów mlecznych i używanie jako siły roboczej. Natomiast żeby uniknąć zabijania krów powstała otoczka religijna, która przesiąkła do warstwy kulturowej.

#### Brazylia
Harris jest znany ze swoich prac na temat rasowej klasyfikacji w Brazylii, w szczególności z badań nad nazewnictwem tej klasyfikacji w codziennym użyciu, a kategoriami przedstawianymi w spisach powszechnych i relacjach tych terminologii. Jego ostatnie badania terenowe przeprowadzone we wczesnych latach 90. XX wieku odbyły się w Minas Velhas we współpracy z brazylijską antropolożką społeczną Josildeth Consorte. Ich zespół przeprowadził eksperyment naśladując spis powszechny wśród losowo dobranych mieszkańców, używając jednak różnych formularzy np. z zamienionym powszechnie używanym terminem moreno (brunet, ciemny) na pardo (brązowy). Wyniki były zaskakujące, Harris zauważył, że mieszkańcy, mając możliwość wyboru terminu moreno zamiast prado byli bardziej skłonni zakwalifikować się do grupy mieszanej rasowo. Badacz starał się udowodnić na tej podstawie socjologom i innym odpowiedzialnym za przeprowadzanie brazylijskich spisów powszechnych, jak poważna jest sprawa przeszacowania białych obywateli Brazylii i niedoszacowana liczba mieszanej populacji.
Podczas wcześniejszych badań z Wagleyem o których pisał z Conradem Kottakiem (1963), Harris ukuł termin hypodescent by ukazać różnicę klasyfikacji rasowej w Brazylii i Stanach Zjednoczonych. Dzieci hypodescent czyli posiadające rodziców różnego pochodzenia w Stanach są zawsze przypisywane do mniejszości reprezentowanej przez jednego z rodziców. W Brazylii jednak ten termin nie ma racji bytu, ponieważ klasyfikacja rasowa oparta jest tam na fenotypie i nawet rodzeństwa bywają klasyfikowane osobno do różnych grup rasowych.

## Materializm kulturowy
Marvin Harris jest najbardziej znany jako twórca teoretycznego paradygmatu znanego pod nazwą materializm kulturowy. Paradygmat ten opiera się na zależności materialnej sfery ze sferą socjalną i polityczną, a w wyniku tego i z kulturową. Jego najważniejszą zasadą jest determinizm infrastrukturalny, traktujący o wpływie środowiska i dostępnych dóbr materialnych na kierunek i rozwój infrastruktury w danym miejscu. Studium infrastruktury badacz uważał za strategiczny priorytet, ponieważ, jak twierdził, jest ona głównym łącznikiem natury z kulturą. Ostatecznie celem materializmu kulturowego było wyjaśnienie różnic kulturowych i różnic w sposobie życia.
Harris uważał materializm kulturowy za narzędzie zrozumienia i możliwego rozwiązania współczesnych problemów czy różnic kulturowych, ponieważ aby rozwiązać jakiś problem trzeba go najpierw zrozumieć.
Badania, które zaowocowały uformowaniem się tego paradygmatu Harris rozpoczął w 1974 roku w ramach analizy problematyki interpretacji różnorodności ludzkiej i historii za pomocą ekologii. Żeby odróżnić swój sposób interpretacji od innych podejść z kategorii ekologii badacz nazwał go roboczo „materializmem kulturowym”. W tej formie podejście to zostało po raz pierwszy opublikowane w dwóch jego książkach: Cows, Pigs, Wars and Witches (1974) i Cannibals and Kings (1977).
W 1979 roku Harris napisał Cultural Materialism żeby zbudować bazę naukową pod kształtujący się paradygmat. W pracy tej przedstawił strategię podejścia materialistyczno-kulturowego oraz porównał ją z innymi głównymi sposobami analizy kultury. W dziele America Now (1981) użył i dostosował tę metodę do badania amerykańskiego społeczeństwa.
W granicach paradygmatu Harris wprowadza podział na Naturę, oraz Kulturę i kategorie odpowiadające sobie wewnątrz tego podziału takie jak prawo–wola, etic–emic, genetyczne–kulturowe, naturalne–sztuczne itp. Według badacza Natura człowieka jest stała i jednolita w czasie i przestrzeni. Ewolucję dzieli na biologiczną i kulturową oraz uważa, że tę drugą w formy charakterystyczne kształtują zewnętrzne warunki materialne.

## Kontrowersje
Harris jest znany w środowisku antropologicznym jako kontrowersyjny krytyk, „The Washington Post” opisał go w 1983 jako „oko cyklonu w swojej dziedzinie”, a artykuł w „Smithsonian Magazine” podaje, że postawa Harrisa skierowana była wbrew głównemu nurtowi antropologii.
Uważał, że metody badawcze Margaret Mead są niepokojące.
Teoria Harrisa głosząca, że kanibalizm u Azteków spowodowany był niedoborem protein (ponieważ nie posiadali udomowionej trzody, którą mogliby zabijać na mięso), zaowocowała konfrontacją z innym wybitnym amerykańskim antropologiem Marshallem Sahlinsem, którego Harris winił za zmianę podejścia z materialistycznego ewolucjonizmu na strukturalizm Lévi-Straussa.
Good to Eat (1985) było atakiem na konwencję Lévi-Straussa dotyczącą pokarmowych tabu. Harris uważał, że odpowiednim podejściem jest patrzeć na zwierzęta najpierw jako na źródło pożywienia, a dopiero później jako na pokarm dla umysłu czy sfery emocjonalnej.
Harris aktywnie krytykował również badania Ruth Benedict. Uważał, że jej zrozumienie uczuć i kultury badanej osiągane jest jednak przez całkowite pominięcie jakiegokolwiek naukowego podejścia.
Odrzucił socjo-polityczną teorię Napoleona Chagnona dotyczącą działań wojennych u Yanomamo, oraz jego wyjaśnienia o podejściu ewolucyjnym. Harris doszukiwał się źródeł agresywnych zachowań Yanomamo w niedoborach protein.

### Kult cargo. Kredyt i czas
Fikcyjna książka Marvina Harrisa w polskim obiegu kulturowym
Na książkę Kult cargo. Kredyt i czas (rzekomą polemikę z dziełem Martina Heideggera Bycie i czas) powoływał się poeta Andrzej Sosnowski w tomiku Poems (2010) Sam się do tej mistyfikacji przyznał co najmniej w jednym wywiadzie. Została ona też omówiona w kilku recenzjach.
W polskim internecie istnieje jedna recenzja tej nigdy nie napisanej książki. Jest prawdopodobne że autorem tej recenzji jest sam Andrzej Sosnowski lub ktoś z nim związany, tym bardziej że w ostatnim akapicie zapowiada ona ukazanie się Poems.

## Publikacje
Harris opublikował 17 książek, w czym dwa podręczniki wprowadzające w szerokie zagadnienia antropologii kulturowej:
- 2007 Cultural Anthropology.
- 1999 Theories of Culture in Postmodern Times.
- 1997 Culture, People, Nature: An Introduction to General Anthropology.
- 1990 Our Kind: Who We Are, Where We Came From, Where We Are Going.
- 1990 Emics and Etics: The Insider/Outsider Debate.
- 1987 Food and Evolution: Toward a Theory of Human Food Habits.
- 1987 Death, Sex, and Fertility: Population Regulation in Preindustrial and Developing Societies
- 1985 Good to Eat: Riddles of Food and Culture. (Re-printed in 1987 as The Sacred Cow and the Abominable Pig: Riddles of Food and Culture; re-printed in 1998 as Good to Eat: Riddles of Food and Culture).
- 1981 America Now: Why Nothing Works. (Re-printed in 1987 as Why Nothing Works: The Anthropology of Daily Life).
- 1979 and 2001 Cultural Materialism: The Struggle for a Science of Culture.
- 1977 Cannibals and Kings: Origins of Cultures.
- 1974 Krowy, świnie, wojny i czarownice (Cows, Pigs, Wars, and Witches: The Riddles of Culture, wyd. pol. 1985)
- 1971 Culture, Man, and Nature: An Introduction to General Anthropology.
- 1969 Town and Country in Brazil.
- 1968 and 2001 The Rise of Anthropological Theory: A History of Theories of Culture.
- 1964 The Nature of Cultural Things.
- 1964 Patterns of Race in the Americas.

## Tłumaczenia na j. polski
- Krowy, świnie, wojny i czarownice. Zagadki kultury, tł. Krystyna Szerer, wyd. I: Warszawa 1985, PIW, ISBN 83-06-01147-3 ; wyd. II uzupeł.: Katowice 2007, Wydawnictwo Książnica, s. 255, ISBN 978-83-250-0030-1 (Cows, pigs, wars and witches. The Riddles of Culture 1975)
- Yanomamo i przyczyny wojen w społeczeństwach kopieniaczych oraz zbieracko-łowieckich, [w:] Sny, trofea, geny i zmarli, Tarzycjusz Buliński, Mariusz Kairski (red.), Poznań 2006